# 대니의 질투
《대니의 질투》(영어: The Man in the Moon)는 미국의 성장 드라마 영화이다. 리스 위더스푼의 영화 데뷔작이며, 그 외에 샘 워터스턴, 테스 하퍼, 에밀리 워필드, 제이슨 런던 등이 출연하였다. 미국에서 1991년 10월 4일 개봉했다.

## 줄거리
14살의 소녀 대니(리스 위더스푼 분)는 3살 더 많은 이웃 소년 코트(제이슨 런던 분)와 사랑에 빠진다. 하지만 코트는 대니와 가까워지면서 오히려 대니의 언니인 모린(에밀리 워필드 분)에게 반하게 된다. 영화는 두 자매의 안타까운 현실을 다루면서 가족과 친구 사이에서 겪는 어려움을 그린다.

## 출연
| 배우              | 역할                 |
| ----------------- | -------------------- |
| 샘 워터스턴       | 매슈 트랜트          |
| 테스 하퍼         | 애비게일 트랜트      |
| 게일 스트리클런드 | 마리 포스터          |
| 리스 위더스푼     | 대니엘 "대니" 트랜트 |
| 제이슨 런던       | 코트 포스터          |
| 에밀리 워필드     | 모린 트랜트          |
| 벤틀리 미첨       | 빌리 샌더스          |
| 어니 라이블리     | 윌 샌더스            |
| 데니스 레츠       | 독 화이트            |